# Literatura clandestina
S'anomena literatura clandestina un tipus d'organització editorial la qual es desenvolupa per carrers aliens —sovint contradictoris— als estàndards legals contemporanis a la seva publicació. Aquesta contradicció pot ser a causa de motivacions ideològiques, quan les obres són contràries a les posicions del govern o poders fàctics, però també a nivell formal, quan les publicacions no compleixen amb les regulacions legals vigents per a la circulació d'impresos.
No sembre la literatura és clandestina per tal d'escapar de la censura; moltes vegades, els objectius dels editors no són més que la reducció de costos, fins i tot a costa dels mateixos autors editats.